# Chesias bombycata
Chesias bombycata là một loài bướm đêm trong họ Geometridae.